# Europe's living a celebration
"Europe's living a celebration" ("A Europa está vivendo uma comemoração") foi a canção que representou a Espanha no Festival Eurovisão da Canção 2002 que se desenrolou em Tallinn, na Estónia, 25 de maio desse ano.
A referida canção foi interpretada em castelhano (exceto refrão) por Rosa. Rosa foi a quinta a cantar na noite do festival, a seguir a Michalis Rakintzis com "S.A.G.A.P.O." pela Grécia e antes de Vesna Pisarović com  "Everything I Want" pela Croácia. A canção espanhola terminou a competição em sétimo lugar, tendo recebido um total de 81 pontos. Foi sucedida como representante espanhola em 2003 por Beth que interpretou a canção Dime.

## Autores
- Letrista: Xasqui Ten
- Compositor: Toni Ten

## Letra
A canção é um up-tempo na qual Rosa canta que  a Europa está vivendo uma comemoração naquela noite e que ela se sente muito feliz por estar naquela festividade.

## Outras versões
Rosa gravou uma versão alternativa com uma orquestração inicial com órgão, com uma duração de 3:09 min.

## Top de vendas
| Chart (2002)             | Posição máxima |
| ------------------------ | -------------- |
| Los 40 Principales Spain | 1              |